# Alfred Schönmeyr
Alfred Carl Schönmeyr (spanska: Alfredo Schönmeyr Cox) född 18 november 1868 i Storbritannien, död 20 september 1953 i Hedvig Eleonora församling, var en svensk officer som gick i republiken Chiles tjänst och blev överste i Chiles armé. Han var direktör för Escuela Militar i Chile 1909-1912. Återkommen till Sverige verkade han som Chiles chargé d'affaires i Stockholm. Hans namn skrivs enligt spanskt namnskick som Alfredo Schönmeyr Cox.

## Biografi
Familjen Schönmeyr har tyskt ursprung och är kand i Sverige sedan 1740-talet  Alfred Schönmeyrs far (1830–1894) hade samma namn som sonen och blev kommendörkapten i svenska marinen och senare företagsledare i Stockholm. Han hade några år varit i franska marinens tjänst.  Hans mor Enriqueta Cox y Bustillos (1833–1914) tillhörde en engelsk familj som hade utvandrat till Chile. 
Alfred Schönmeyr blev officer vid Göta livgarde men tog avsked som löjtnant 1895 för att delta i ett projekt att modernisera Chiles armé efter svensk/preussisk förebild. Även en äldre bror och hans mor, som blivit änka, kom att flytta till Chile. År 1902 blev han som major i Chiles armé chilensk medborgare. Han var sedan militärattaché i Ryssland under rysk-japanska kriget 1904-1905. På återresan därifrån besökte han Stockholm och gifte sig med  Emma Olga Fredrika Bråkenhielm, född Braunerhielm (1872–1958) som var änka efter ett tidigare mycket kort äktenskap. Schönmeyr blev senare överstelöjtnant och var bland annat regementschef samt 1909–1912 chef för Chiles krigsskola i Santiago. Från 112 var han militärattaché i London, och samma år ledde han  Chiles idrottstrupp vid olympiaden i Stockholm. Från omkring år 1916 titulerades han som överste, och 1920 omtalades han som Chiles chargé d'affaires i Stockholm. Han bodde sedan i Stockholmstrakten resten av livet.
Alfred Schönmeyr är gravsatt jämte sin hustru och sin far på Galärvarvskyrkogården i Stockholm. 
Glaciären Ventisquero Schönmeyr i södra Chile är uppkallad efter familjen.